# ДТ-175
ДТ-175С (ДТ-175М) «Волгарь» — советский гусеничный трактор тягового класса 3 т, выпускавшийся Волгоградским тракторным заводом. Трактор предназначен для выполнения сельскохозяйственных, транспортных работ в регионах с умеренным климатом. Главная особенность трактора – применение гидротрансформатора. Благодаря чему стало возможно плавное (бесступенчатое) изменение скорости передвижение агрегата с учётом тягового усилия на крюке.

## История
Разработка трактора ДТ-175А (с двигателем марки СМД-86 мощностью 180 л.с.) была завершена в 1984 году.

## Конструкция
Трактор конструктивно схож с трактором ДТ-75 производства ВгТЗ модификаций ДТ-75МВ, ДТ-75Н, ДТ-75В. Отличается наличием в трансмиссии гидротрансформатора расположенным между сцеплением и коробкой передач, более мощным двигателем с турбокомпрессором и охлаждением нагнетаемого воздуха (интеркулер), более широкими гусеницами, наличием гидронатяжителей гусениц, коробкой передач, опорными катками большего диаметра. Внешний признак – более длинный моторный отсек по сравнению с ДТ-75.
Двигатель СМД-66 - шестицилиндровый, дизельный, V-образный с непосредственным впрыском топлива. В развале блока цилиндров двигателя расположена полость (ресивер) для впуска воздуха в цилиндры. Гильзы цилиндров – «мокрые» из чугуна. Поршни – алюминиевые с повышенным содержанием кремния (до 13 %). Камера сгорания тороидального типа внутри поршня. На поршнях размещены по три компрессионных кольца и одно маслосъемное кольцо. Поршневой палец смещён на 1,85 мм от оси поршня в сторону вращения коленчатого вала. Поршни различны для левого и правого рядов. Днище поршней охлаждается маслом путём разбрызгивания из трубок. Поршневой палец «плавающего» типа. Маховик чугунный весом 60 кг. Кулачковый вал механизма газораспределения – один на оба ряда цилиндров. Расположен в блок-картере. Привод вала механизма газораспределения – шестерёнчатый. Масло двигателя проходящее в том числе через турбокомпрессор охлаждается в радиаторе расположенном впереди водяного радиатора.
Сцепление фрикционное, двухдисковое с гидроусилителем.
Гидротрансформатор Г4-400-70. Активный диаметр 400 мм. Максимальный КПД на режиме трансформации – 0,89. Для блокировки гидротрансформатора предусмотрена зубчатая муфта соединяющая ведомый и ведущий валы. Блокировать гидротрансформатор разрешается только при работе трактора на стационаре через вал отбора мощности и при запуске дизеля с буксира.
Коробка передач механическая. Обеспечивает две рабочие, две технологические (пониженные) передачи и одну передачу заднего хода.
Задний мост состоит из главной передачи, планетарного механизма поворота и его тормозов. Часть деталей заднего моста унифицирована с деталями трактора ДТ-75.
Подвеска балансирная. По конструкции аналогична подвеске ДТ-75, но отличается опорными катками с увеличенным диаметром и шириной обода, более энергоемкой пружиной навитой из прутка большего диаметра, изменёнными балансирами (чашка под пружину выполнена на внутреннем балансире, а штырь на внешнем), усиленной осью опорных катков.
Гусеничная цепь по конструкции аналогична гусеничным цепям ДТ-75, но отличается следующим: ширина звена увеличена с 390 мм до 470 мм, диаметр пальцев увеличен с 22 мм до 25 мм. Шаг гусеницы аналогичен гусеницам ДТ-75 – 170 мм. В крайних случаях возможна установка гусениц от ДТ-75 с увеличением количества звеньев с 43 до 45.
Рабочее оборудование представлено раздельно-агрегатная гидравлической системой, задним навесным устройством, валом отбора мощности, тягово-сцепным устройством. Распределитель гидравлической системы трёхзолотниковый. Масляный бак расположен слева от кабины впереди топливного бака. Гидроцилиндр имеет диаметр 125 мм.
Кабина металлическая с вентиляционно-очистительной установкой. Двухместная, смещена вправо от оси трактора. Крепится к раме семью амортизаторами. Дверь одна. Стеклоочиститель заднего окна – ручной, переднего электромеханический.
Органы управления: Обороты дизеля регулируют с помощью педали и рычага. Поворот трактор осуществляют с помощью одного из двух рычагов и одной из двух педалей торможения гусениц. При включении сцепления трактор остаётся стоять на месте или движется с очень малой скоростью. Разгоняют трактор путём увеличения числа оборотов двигателя. Для остановки трактора уменьшают обороты двигателя и отключают сцепление. Для экстренной остановки отключают сцепление и нажимают на педаль тормоза. Затем уменьшают обороты двигателя и включают нейтральную передачу.
| Эксплуатационные показатели | |
| Тяговый класс | 3 |
| Тяговое усилие на стерне, кН: | |
| номинальное | 34 |
| на рабочих передачах (при максимальном тяговом КПД) | 40-25,5 (1 передача) 25,5-18 (2 передача) |
| максимально допустимое при длительной работе на 1 рабочей передаче | 40 |
| максимально допустимое при длительной работе на технологических передачах | 30 |
| максимальная тяговая мощность, кВт (л. с.) | 91,8 (125) |
| Скорость движения при номинальном тяговом усилии, км/ч | 9,6 |
| Максимальная мощность на ВОМ при номинальной частоте вращения коленчатого вала 1900 об/мин, кВт (л. с.)                                                                                                  | 91,8 (145) при заблокированном гидротрансформаторе |
| КПД передачи от выходного вала дизеля к хвостовику ВОМ при максимальной мощности на ВОМ: | |
| при заблокированном гидротрансформаторе | 0,961 |
| при включённом гидротрансформаторе | 0,855 |
| Скорость движения при частоте вращения коленчатого вала дизеля 1750-1900 об/мин, км/ч: | |
| наименьшая замедленная переднего хода | 4,6 |
| наибольшая рабочая переднего хода | 15 |
| наибольшая транспортная переднего хода | 18 |
| заднего хода | 2,5-6,2 |
| Расчётные скорости движения (при включённом гидротрансформаторе на передачах), км/ч: | |
| общего диапазона | |
| 1 рабочей | до 16 |
| 2 рабочей | до 21 |
| 1 технологической | до 6,6 |
| 2 технологической | до 11,9 |
| 1 дополнительной технологической (с ходоуменьшителем) | до 3,1 |
| 2 дополнительной технологической (с ходоуменьшителем) | до 4,9 |
| 1 дополнительной технологической (с заменой пары шестерён ходоуменьшителя) | до 1,3 |
| 2 дополнительной технологической (с заменой пары шестерён ходоуменьшителя) | до 2 |
| 2 рабочей передаче при номинальной частоте вращения и тяговом усилии от 11 до 16 кН | 13-15 |
| диапазона транспортных скоростей при частоте вращения ВОМ 540 и 1000 об/мин: | |
| 1 рабочей | 8 |
| 2 рабочей | 10,8 |
| 1 технологической | 4,6 |
| 2 технологической | 6,25 |
| 1 дополнительной технологической (с ходоуменьшителем) | 1,67 |
| 2 дополнительной технологической (с ходоуменьшителем) | 2,57 |
| 1 дополнительной технологической (с заменой пары шестерён ходоуменьшителя) | 0,68 |
| 2 дополнительной технологической (с заменой пары шестерён ходоуменьшителя) | 1,08 |
| Число передач переднего хода | |
| рабочих | 2 |
| технологических | 2 |
| Число передач в ходоуменьшителе | 2 |
| Число передач заднего хода | 1 |
| Габариты, мм: | |
| длина с навесным устройством (в транспортном положении) | 5170 |
| длина без навесного устройства | 4910 |
| ширина | 1900 |
| высота | 2900 |
| база | 1746 |
| колея | 1330 |
| дорожный просвет не менее | 420 |
| Минимальный радиус поворота, м | 2,5 |
| Глубина преодолеваемого брода (не более), м | 0,6 |
| Углы поперечной статистической устойчивости (не менее), град.: | |
| трактора | 40 |
| трактора с орудием | 35 |
| Максимально допустимая крутизна склона при работе трактора поперек склона, град. | 10 |
| Углы подъёма и спуска (предельные), град.: | |
| для трактора | 30 |
| при буксировке прицепа | 20 |
| Масса трактора, кг: | |
| сухая конструкционная с основным оборудованием (тягово-сцепное устройство, ВОМ, гидросистема управления и привода орудий, заднее навесное устройство, предпусковой подогреватель)                        | 7420 |
| сухая конструкционная без оборудования | 6910 |
| эксплуатационная с оборудованием | 8030 |
| Давление на грунт при эксплуатационной массе, кПа (кг/см2) | 54 (0,54) |
| Грузоподъёмность заднего навесного устройства, кг | 2280 |
| Допустимая сила тяги на крюке (не более), кН | 40 |
| Максимальное давление жидкости в гидросистеме управления, МПа (кгс/см2): | |
| привода орудий | 20 (200) |
| главного сцепления | 6 (60) |
| Максимальная расчётная отдаваемая мощность насосов гидросистем по отношению к номинальной мощности двигателя (не менее), %                                                                               | 26 |
| Длительность непрерывной работы без дозаправки топливом при загрузке дизеля (не менее), ч | 12 |
| Время подготовки дизеля к работе и время его пуска (при температуре окружающей среды минус 40 градусов Цельсия с применением предпускового подогрева и использованием зимних сортов масел) не более, мин | 30 |
| ОСНОВНОЙ ДВИГАТЕЛЬ | |
| Модель | СМД-66 |
| Тип двигателя | четырёхтактный дизельный жидкостного охлаждения с турбонаддувом и охлаждением наддувочного воздуха                                                                                    |
| Эксплуатационная мощность, кВт (л. с.) | 125 (170) |
| Число цилиндров | 6 |
| Порядок работы цилиндров | 1-4-2-5-3-6 |
| Масса конструктивная, кг | 1220 |
| Диаметр цилиндра, мм | 130 |
| Ход поршня, мм | 115 |
| Удельный расход топлива в режиме эксплуатационной мощности, г/л.с.·ч | 182 |
| Рабочий объём, л | 9,15 |
| Степень сжатия | 14,5 |
| Номинальная частота вращения коленчатого вала, об/мин | 1900 |
| Предельные углы наклона, град.: | |
| продольный | 30 |
| поперечный | 25 |
| Частота вращения коленчатого вала на холостом ходу (не более), об/мин | |
| максимальная | 2080 |
| минимальная | 800 |
| Система пуска | пусковой двигатель П-350 |
| Генератор | 15,3701 переменного тока мощностью 1000 Вт |
| Относительный расход масла на угар после наработки 60 моточасов не более, % к расходу топлива | 0,6 |
| Топливный насос | НД-22/6Б4 – двухсекционный, распределительного типа с центробежным всережимным регулятором, автоматической муфтой опережения начала подачи топлива и ограничителем дымления           |
| Форсунка | ФД-22 закрытого типа с четырёхсопловым фиксированным распылителем |
| Давления начала впрыскивания топлива, МПа (кгс/см2) | 17,5 (175) |
| Топливные фильтры | фильтр грубой очистки ФГ-25 и фильтр тонкой очистки ФТ-150А со сменными фильтрующими элементами ЭТФ-75А                                                                               |
| Установочный угол опережения впрыскиваемого топлива, град. до ВМТ | 26 |
| Воздухоочиститель | Двухступенчатый: первая ступень – инерционная решётка или предочиститель с прямоточными циклонами; вторая – бумажный фильтрующий элемент с индикатором засорённости воздухоочистителя |
| Турбокомпрессор | ТКР-11С-1 |
| Насос гидросистемы | НШ50У-3 – односекционный, шестерённый с приводом от коленчатого вала |
| Масляные фильтры | Центрифуга МЦН-5Н и сетчатый фильтр перед турбокомпрессором |
| Давление масла в главной масляной магистрали дизеля пи температуре 80-90 градусов Цельсия, МПа (кгс/см2)                                                                                                 | |
| при номинальной частоте вращения коленчатого вала | 0,25-0,5 (2,5-5) |
| при минимальной частоте вращения коленчатого вала на холостом ходу, не менее | 0,1 (1) |
| Показатели надёжности | |
| 80 %-ный ресурс до первого капитального ремонта, моточасов: | |
| трактора | 8000 |
| дизеля | 8000 |
| трансмиссии (с использованием двух комплектов фрикционных элементов остановочных тормозов) | 8000 |
| несущей системы | полный срок службы трактора |
| ходовой системы, кроме пальцев гусениц (при содержании кварца в почве до 35 %) | 5000 |
| ЗАПРАВОЧНЫЕ ЕМКОСТИ И ИХ ВМЕСТИМОСТЬ (Л) | |
| Топливный бак дизеля | 360 |
| Топливный бак пускового двигателя | 2,5 |
| Топливный бак предпускового подогревателя ПЖБ-200В | 5,6 |
| Картер дизеля | 18 |
| Картер топливного насоса | 0,12 |
| Картер редуктора пускового двигателя | 0,5 |
| Гидросистема (в том числе бак гидросистемы) | 46 (40) |
| Картер привода насосов гидросистемы | 0,8 |
| Коробка передач и главная передача заднего моста | 21 |
| Конечные передачи (обе) | 16 |
| Ступицы направляющих колес (обе) | 0,55 |
| Ступицы поддерживающих роликов (все) | 1,12 |
| Полости цапф кареток подвести (все) | 1,28 |
| Полости осей опорный катков (все) | 2,4 |
| Картер редуктора ВОМ | 2 |
| Гидротрансформатор | 38 |
| Система охлаждения | 36,5 |
| Ёмкость обогрева кабины с системой подсоединительных трубопроводов | 1,5 |
| Бак вентиляционной установки кабины | 29,5 |
| Количество пластичной смазки для заправки трактора, кг | 1,594 |